# Jerzy Kosiński
Jerzy Kosiński (14. června 1933 Lodž, Polsko – 3. května 1991 New York) byl anglicky píšící spisovatel židovského původu. Původním jménem Josek Lewinkopf; nové jméno začal používat, když se během války skrýval před nacisty. Jeho prvním románem a asi nejznámějším dílem je román The Painted Bird (1965), v češtině Nabarvené ptáče (Argo, 1995, 2. vyd. 2001, 2011, 3. vyd. 2017, 4. vyd. 2019).

## Život
Jerzy Kosiński se narodil v Lodži v roce 1933. Kvůli židovskému původu se během druhé světové války skrýval na polském venkově. Po válce se znovu našel s rodiči, vystudoval historii a politologii na univerzitě v Lodži a stal se asistentem v Polské akademii věd. V roce 1957 emigroval do Spojených států amerických. Zde napsal svoji románovou prvotinu Nabarvené ptáče, která znamenala průlom v jeho spisovatelské kariéře. V USA se věnoval studiu a později sám vyučoval (např. na Princetonu a Yale). V roce 1965 získal občanství USA. V roce 1962 se oženil s Mary Haywardovou-Weirovou, o čtyři roky později se rozvedli (v roce 1968 zemřela na rakovinu). Později se oženil s Katherinou „Kiki“ von Fraunhofer. V roce 1991 spáchal sebevraždu.

## Dílo
- The Future Is Ours, Comrade: Conversations with the Russians (1960 pod pseudonymem Joseph Novak)
- No Third Path (1962 pod pseudonymem Joseph Novak)
- The Painted Bird (1965) – česky Nabarvené ptáče (1995). Vyprávění o krutém životě malého chlapce na polském venkově, jehož zde ukryli jeho pronásledovaní rodiče za druhé světové války.
- The art of the self: Essays à propos Steps (1968)
- Steps (1969) česky Kroky (1996)
- Being There (1971) – česky Byl jsem při tom (1995)
- The Devil Tree (1973, přepracováno a rozšířeno 1982)
- Cockpit (1975)
- Blind Date (1977) – česky Schůzka na slepo (2005)
- Passion Play (1979)
- Pinball (1982)
- The Hermit of 69th Street (1988)
- Passing By: Selected Essays, 1962–1991 (1992)

## Filmové adaptace
Podle románu Being There byl natočen film (1979; česky Byl jsem při tom), který získal v roce 1980 řadu nominací včetně nominace na Oscara v kategorii nejlepší film. Hlavní roli ztvárnil Peter Sellers, Oscara získal Melvyn Douglas v kategorii nejlepší herec ve vedlejší roli.
V květnu 2010 oznámil Václav Marhoul, že získal práva na zfilmování románu Nabarvené ptáče. Film Nabarvené ptáče v koprodukci ČR, Slovenska a Ukrajiny dotočil v roce 2019 a téhož roku byl film uveden na Mezinárodním filmovém festivalu v Benátkách.

## Kontroverze
Polský spisovatel a dramatik Janusz Głowacki ve své autobiografii uvádí, že většina děje knihy Nabarvené ptáče je pouhou autorovou fabulací. V polovině 60. let ve snaze prosadit toto dílo kontaktoval Kosiński slavného prozaika, židovského aktivistu Elie Wiesela, který se stal patrně obětí jeho manipulace. Wiesel totiž v nadmíru pozitivní a pro Kosińského průlomové recenzi vyzdvihl Nabarvené ptáče jako pravdivé svědectví malého dítěte v kontextu holokaustu.